# Bathycrinus volubilis
Bathycrinus volubilis is een haarster uit de familie Bathycrinidae.
De wetenschappelijke naam van de soort werd in 2000 gepubliceerd door Alexander Mironov.